# Facteur d'efficacité relative

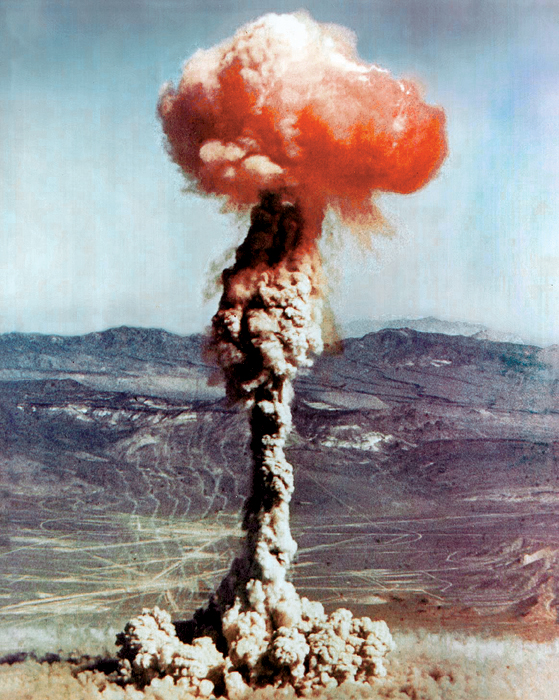
Explosion atomique Nevada Yucca 1951.jpg
Explosion atomique de 14 kilotonnes, lors d'un essai nucléaire américain de 1951 sur le site d'essai du Nevada. (Opération Buster-Jangle, Charlie) Légende originale : XX-27

Le facteur d'efficacité relative est une mesure de puissance d'un explosif destiné à des démolitions militaires. Il est utilisé pour comparer l'efficacité massique d'un explosif par rapport au TNT. Cela permet aux ingénieurs de substituer un explosif pour un autre lorsque les calculs de dynamitage sont faits avec les paramètres du TNT. Par exemple, si le dynamitage d'un tronc nécessite 1 kg de TNT, il faudra 0,6 kg de PETN ou 1,25 kg de ANFO pour avoir le même effet.

## Quelques valeurs de facteur d'efficacité relative
Plus le facteur d'efficacité relative est grand, plus l'explosif est puissant.
| Type d'explosif                          | Densité (g/cm3) | Vitesse de détonation (m/s) | F.E.R. |
| ---------------------------------------- | --------------- | --------------------------- | ------ |
| Donarite                                 |                 | 4 100                       |        |
| Nitrate d'ammonium (AN)                  | 1,123           | 5 270                       | 0,42   |
| Poudre noire, 75 % KNO3+15 % C + 10 % S  | 1,700           | 400                         | 0,55   |
| ANFO, 94,3 % AN + 5,7 % Fuel Oil         | 0,840           | 5 270                       | 0,80   |
| TATP                                     | 1,18            | 5 300                       | 0,8    |
| TNT                                      | 1,654           | 6 900                       | 1,00   |
| Amatol, 80 % TNT + 20 % AN               | 1,548           | 6 570                       | 1,17   |
| Tétrytol, 70 % Tetryl + 30 % TNT         | 1,707           | 7 370                       | 1,20   |
| Dynamite                                 |                 |                             | 1,25   |
| Tetryl                                   | 1,73            | 7 570                       | 1,25   |
| C-4, 91 % RDX                            | 1,737           | 8 040                       | 1,34   |
| C-3 (ancienne composition à base de RDX) |                 | 7 924                       | 1,35   |
| Composition H6                           | 1,72            | 7 367                       | 1,35   |
| Composition B, 63 % RDX + 36 % TNT       | 1,751           | 7 800                       | 1,35   |
| Nitroglycérine                           | 1,6             | 7 700                       | 1,54   |
| RDX                                      | 1,82            | 8 750                       | 1,60   |
| Semtex, 94,3 % PETN + 5,7 % RDX          | 1,776           | 8 420                       | 1,66   |
| PETN                                     | 1,773           | 8 400                       | 1,66   |
| HMX                                      | 1,7             | 9 100                       | 1,70   |
| Octanitrocubane                          | 2               | 10 100                      | 2,38   |
| Arme nucléaire (variable; voir note)     | 19,1            | >100 000                    | 5,2 M  |

Note : Les armes nucléaires produites ont atteint des facteurs d'efficacité relative allant de 400 kg(TNTe)/kg à 5 200 000 kg(TNTe)/kg.